# الموحس (يافع)

تعديل مصدري - تعديل

الموحس هي إحدى قرى عزلة لبعوس بمديرية يافع التابعة لمحافظة لحج، بلغ تعداد سكانها 1176 نسمة حسب تعداد اليمن لعام 2004.